# Zagazig
Zagazig, auch Zakazik (arabisch الزقازيق az-Zaqāzīq), ist eine Stadt in Unterägypten und die Hauptstadt des Gouvernements asch-Scharqiyya.

## Geografie
2017 hatte die Stadt etwa 384.000 Einwohner. Sie liegt 76 Kilometer von Kairo entfernt im östlichen Teil des Nildeltas, in einem sehr fruchtbaren Gebiet und ist Zentrum des ägyptischen Baumwoll- und Getreidehandels. Hier finden sich große Baumwollfabriken und Zweigstellen vieler europäischer Handelsunternehmen.
Der Name der Stadt leitet sich von einem himyarischen Stamm ab, der Unterägypten im 3. Jahrhundert besiedelte.

## Geschichte
3 Kilometer südöstlich der Stadt befinden sich die Ruinen des antiken Bubastis, der Hauptstadt des 12. Gaus des historischen Ägyptens und Heimat des Bastet-Kultes.
Die Stadt entstand ab etwa 1830 am Isma'ilia- und am al-Mu'izz-Kanal.

## Verkehr
Der Bahnhof der Stadt ist ein Knotenpunkt, in den Strecken aus Tanta, Banha, Qalyub, Ismailia und El Salheya münden.
In Zagazig ereignete sich am 14. September 2024 ein schwerer Eisenbahnunfall, als zwei Personenzüge frontal zusammenstießen. Vier Menschen starben, 49 wurden verletzt.

## Bildung und Kultur
Die Universität von Zagazig ist eine der größten Universitäten Ägyptens. Mohamed Mursi, ägyptischer Staatspräsident 2012/13, war hier lange Zeit Professor.
Die Universität von Zagazig beherbergt eine archäologische Sammlung, die der Öffentlichkeit zugänglich ist. Ein neues Museum soll neben der Ausgrabung in Tell Basta entstehen, um die Funde in der Nähe ihres ursprünglichen Kontextes zu präsentieren.
Das kleine Urabi-Museum stellt unter anderem ebenfalls archäologische Funde aus.
Weiter befindet sich in der Stadt ein Zweig der al-Azhar-Universität, der größten islamischen Universität der Welt.

## Persönlichkeiten
- Ahmed Urabi Pascha (1841–1911), Offizier und Politiker
- Salama Moussa (um 1887–1958), Literat und Denker der arabischen Welt
- Mohamed Abdelmonem (* 1999), Fußballspieler